# 華陰市
華陰市（かいん-し）は、中華人民共和国陝西省渭南市に位置する県級市。

## 地理
西安市街地から東に120キロメートルの位置し、東は潼関県、西は渭南市華州区、北は渭水を隔てて大茘県、南は華山を隔てて商洛市洛南県と接している。

## 歴史
春秋時代の晋に陰晋と称された。秦の恵文君5年（前333年）に寧秦に改称された。漢の高祖8年（前199年）に華陰県に改称された。唐代になると頻繁な改称が行われ685年（垂拱元年）に仙掌県、705年（神龍元年）に華陰県、761年（上元2年）に太陰県、762年（宝応元年）に再び華陰県と改称された。
1958年には華陰県は廃止され渭南県に編入されたが、1961年に再設置、1991年に県級市の華陰市に昇格し現在に至る。

## 行政区画
- 街道:太華路街道、岳廟街道
- 鎮:孟塬鎮、華西鎮、羅敷鎮、華山鎮

## 交通
- 310国道
- 隴海線
- 鄭西旅客専用線

## 出身者
- 弘農楊氏 - 楊震、楊修、楊堅、楊素、楊炯、楊貴妃など

## 観光
- 西岳廟
- 華山
- 玉泉院